# Liste des ministres finlandais de l'Éducation et de la Culture
Cet article liste les ministres du ministère de l'Éducation et de la Culture nommé en 1918-1922, ministère de l'Église et des Affaires éducatives, et en 1922-2010 Ministère de l'Éducation) de Finlande.

## Présentation
La liste énumère à la fois les ministres principaux de l'Éducation chargés du ministère, et les autres ministres du ministère, le plus souvent appelés « ministre de la Culture » ou l'un de ses dérivés.
La liste comprend à la fois les ministres qui ont servi à temps plein dans le ministère et les ministres qui ont servi dans d'autres ministères et dont le domaine n'a couvert que certaines des questions relevant de la compétence du ministère.

## Ministre principal
| Ministre                                         | Parti  | Période               | Gouvernement   |
| ------------------------------------------------ | ------ | --------------------- | -------------- |
| Directeur du Comité des Cultes et de l'Éducation |        |                       |                |
| Emil Setälä (1864–1935)                          | Nuors. | 27.11.1917–27.5.1918  | Svinhufvud I   |
| Emil Setälä (1864–1935)                          | Nuors. | 27.5.1918–27.11.1918  | Paasikivi I    |
| Ministre de l'Éducation et des Cultes            |        |                       |                |
| Mikael Soininen (1860–1924)                      | Ed.    | 27.11.1918–17.4.1919  | Ingman I       |
| Mikael Soininen (1860–1924)                      | Ed.    | 17.4.1919–15.8.1919   | K. Castrén     |
| Mikael Soininen (1860–1924)                      | Ed.    | 15.8.1919–15.3.1920   | Vennola I      |
| Lauri Ingman (1868–1934)                         | Kok.   | 15.3.1920–9.4.1921    | Erich          |
| Niilo Liakka (1864–1945)                         | ML     | 9.4.1921–2.6.1922     | Vennola II     |
| Ministre de l'Éducation                          |        |                       |                |
| Yrjö Loimaranta (1874–1942)                      | amm.   | 2.6.1922–14.11.1922   | Cajander I     |
| Niilo Liakka (1864–1945)                         | ML     | 14.11.1922–18.1.1924  | Kallio I       |
| Yrjö Loimaranta (1874–1942)                      | amm.   | 18.1.1924–31.5.1924   | Cajander II    |
| Lauri Ingman (1868–1934)                         | Kok.   | 31.5.1924–31.3.1925   | Ingman II      |
| Emil Setälä (1864–1935)                          | Kok.   | 31.3.1925–31.12.1925  | Tulenheimo     |
| Lauri Ingman (1868–1934)                         | Kok.   | 31.12.1925–13.12.1926 | Kallio II      |
| Julius Ailio (1872–1933)                         | SDP    | 13.12.1926–17.12.1927 | Tanner         |
| Antti Kukkonen (1889–1978)                       | ML     | 17.12.1927–22.12.1928 | Sunila I       |
| Lauri Ingman (1868–1934)                         | Kok.   | 22.12.1928–16.8.1929  | Mantere        |
| Antti Kukkonen (1889–1978)                       | ML     | 16.8.1929–4.7.1930    | Kallio III     |
| Paavo Virkkunen (1874–1959)                      | Kok.   | 4.7.1930–21.3.1931    | Svinhufvud II  |
| Antti Kukkonen (1889–1978)                       | ML     | 21.3.1931–14.12.1932  | Sunila II      |
| Oskari Mantere (1874–1942)                       | Ed.    | 14.12.1932–7.10.1936  | Kivimäki       |
| Antti Kukkonen (1889–1978)                       | ML     | 7.10.1936–12.3.1937   | Kallio IV      |
| Uuno Hannula (1891–1963)                         | ML     | 12.3.1937–1.12.1939   | Cajander III   |
| Uuno Hannula (1891–1963)                         | ML     | 1.12.1939–27.3.1940   | Ryti I         |
| Antti Kukkonen (1889–1978)                       | ML     | 27.3.1940–4.1.1941    | Ryti II        |
| Antti Kukkonen (1889–1978)                       | ML     | 4.1.1941–5.3.1943     | Rangell        |
| Kalle Kauppi (1892–1961)                         | Ed.    | 5.3.1943–8.8.1944     | Linkomies      |
| Kalle Kauppi (1892–1961)                         | Ed.    | 8.8.1944–21.9.1944    | Hackzell       |
| Kalle Kauppi (1892–1961)                         | Ed.    | 21.9.1944–17.11.1944  | U. Castrén     |
| Uuno Takki (1901–1968)                           | SDP    | 17.11.1944–17.4.1945  | Paasikivi II   |
| Johan Helo (1889–1966)                           | SKDL   | 17.4.1945–28.12.1945  | Paasikivi III  |
| Eino Pekkala (1887–1956)                         | SKDL   | 28.12.1945–26.3.1946  | Paasikivi III  |
| Eino (Juho) Kilpi (1889–1963)                    | SDP    | 26.3.1946–26.5.1948   | Pekkala        |
| Lennart Heljas (1896–1972)                       | ML     | 26.5.1948–29.7.1948   | Pekkala        |
| Reino Oittinen (1912–1978)                       | SDP    | 29.7.1948–17.3.1950   | Fagerholm I    |
| Lennart Heljas (1896–1972)                       | ML     | 17.3.1950–17.1.1951   | Kekkonen I     |
| Lennart Heljas (1896–1972)                       | ML     | 17.1.1951–20.9.1951   | Kekkonen II    |
| Reino Oittinen (1912–1978)                       | SDP    | 20.9.1951–9.7.1953    | Kekkonen III   |
| Johannes Virolainen (1914–2000)                  | ML     | 9.7.1953–17.11.1953   | Kekkonen IV    |
| Arvo Salminen (1896–1967)                        | Kok.   | 17.11.1953–5.5.1954   | Tuomioja       |
| Johannes Virolainen (1914–2000)                  | ML     | 5.5.1954–20.10.1954   | Törngren       |
| Kerttu Saalasti (1907–1995)                      | ML     | 20.10.1954–3.3.1956   | Kekkonen V     |
| Johannes Virolainen (1914–2000)                  | ML     | 3.3.1956–27.5.1957    | Fagerholm II   |
| Kerttu Saalasti (1907–1995)                      | ML     | 27.5.1957–29.11.1957  | Sukselainen I  |
| Reino Oittinen (1912–1978)                       | amm.   | 29.11.1957–26.4.1958  | von Fieandt    |
| Kustaa Vilkuna (1902–1980)                       | amm.   | 26.4.1958–29.8.1958   | Kuuskoski      |
| Kaarlo Kajatsalo (1909–1988)                     | KP     | 29.8.1958–13.1.1959   | Fagerholm      |
| Heikki Hosia (1907–1997)                         | ML     | 13.1.1959–14.7.1961   | Sukselainen II |
| Heikki Hosia (1907–1997)                         | ML     | 14.7.1961–13.4.1962   | Miettunen I    |
| Armi Hosia (1909–1992)                           | KP     | 13.4.1962–18.12.1963  | Karjalainen I  |
| Reino Oittinen (1912–1978)                       | SDP    | 18.12.1963–12.9.1964  | Lehto          |
| Jussi Saukkonen (1905–1986)                      | Kok.   | 12.9.1964–27.5.1966   | Virolainen     |
| Reino Oittinen (1912–1978)                       | SDP    | 27.5.1966–22.3.1968   | Paasio I       |
| Johannes Virolainen (1914–2000)                  | Kesk.  | 22.3.1968–14.5.1970   | Koivisto I     |
| Jaakko Numminen (1928-)                          | amm.   | 14.5.1970–15.7.1970   | Aura I         |
| Jaakko Itälä (1933–2017)                         | LKP    | 15.7.1970–29.10.1971  | Karjalainen II |
| Matti Louekoski (1941-)                          | amm.   | 29.10.1971–23.2.1972  | Aura II        |
| Ulf Sundqvist (1945-)                            | SDP    | 23.2.1972–4.9.1972    | Paasio II      |
| Ulf Sundqvist (1945-)                            | SDP    | 4.9.1972–31.5.1974    | Sorsa I        |
| Varma Kallio (1920–2003)                         | SDP    | 1.6.1974–9.9.1974     | Sorsa I        |
| Ulf Sundqvist (1945-)                            | SDP    | 9.9.1974–13.6.1975    | Sorsa I        |
| Lauri Posti (1908–1988)                          | amm.   | 13.6.1975–30.11.1975  | Liinamaa       |
| Paavo Väyrynen (1946-)                           | Kesk.  | 30.11.1975–29.9.1976  | Miettunen II   |
| Marjatta Väänänen (1923–2020)                    | Kesk.  | 29.9.1976–15.5.1977   | Miettunen III  |
| Kristian Gestrin (1929–1990)                     | RKP    | 15.5.1977–2.3.1978    | Sorsa II       |
| Jaakko Itälä (1933–2017)                         | LKP    | 2.3.1978–26.5.1979    | Sorsa II       |
| Pär Stenbäck (1941-)                             | RKP    | 26.5.1979–19.2.1982   | Koivisto II    |
| Kalevi Kivistö (1941)                            | SKDL   | 19.2.1982–31.12.1982  | Sorsa III      |
| Kaarina Suonio (1941-)                           | SDP    | 31.12.1982–6.5.1983   | Sorsa III      |
| Kaarina Suonio (1941-)                           | SDP    | 6.5.1983–31.5.1986    | Sorsa IV       |
| Pirjo Ala-Kapee (1944-)                          | SDP    | 1.6.1986-30.4.1987    | Sorsa IV       |
| Christoffer Taxell (1948-)                       | RKP    | 30.4.1987–13.6.1990   | Holkeri        |
| Ole Norrback (1941)                              | RKP    | 13.6.1990–26.4.1991   | Holkeri        |
| Riitta Uosukainen (1942-)                        | Kok.   | 26.4.1991–11.2.1994   | Aho            |
| Olli-Pekka Heinonen (1964-)                      | Kok.   | 11.2.1994–13.4.1995   | Aho            |
| Olli-Pekka Heinonen (1964-)                      | Kok.   | 13.4.1995–15.4.1999   | Lipponen I     |
| Maija Rask (1951-)                               | SDP    | 15.4.1999–17.4.2003   | Lipponen II    |
| Tuula Haatainen (1960-)                          | SDP    | 17.4.2003–24.6.2003   | Jäätteenmäki   |
| Tuula Haatainen (1960-)                          | SDP    | 24.6.2003–23.9.2005   | Vanhanen I     |
| Antti Kalliomäki (1947-)                         | SDP    | 23.9.2005–19.4.2007   | Vanhanen I     |
| Sari Sarkomaa (1965-)                            | Kok.   | 19.4.2007–19.12.2008  | Vanhanen II    |
| Henna Virkkunen (1972-)                          | Kok.   | 19.12.2008–22.6.2010  | Vanhanen II    |
| Henna Virkkunen (1972-)                          | Kok.   | 22.6.2010–22.6.2011   | Kiviniemi      |
| Jukka Gustafsson (1947-)                         | SDP    | 22.6.2011–24.5.2013   | Katainen       |
| Krista Kiuru (1974-)                             | SDP    | 24.5.2013–4.4.2014    | Katainen       |
| Ministre de la Communication et de l'Éducation   |        |                       |                |
| Krista Kiuru (1974-)                             | SDP    | 4.4.2014–24.6.2014    | Katainen       |
| Krista Kiuru (1974-)                             | SDP    | 24.6.2014–29.5.2015   | Stubb          |
| Ministre de l'Éducation et de la Culture         |        |                       |                |
| Sanni Grahn-Laasonen (1983-)                     | Kok.   | 29.5.2015–5.5.2017    | Sipilä         |
| Ministre de l'Éducation                          |        |                       |                |
| Sanni Grahn-Laasonen (1983)                      | Kok.   | 5.5.2017–6.6.2019     | Sipilä         |
| Li Andersson (1987-)                             | Vas.   | 6.6.2019–10.12.2019   | Rinne          |
| Li Andersson (1987-)                             | Vas.   | 10.12.2019–17.12.2020 | Marin          |
| Jussi Saramo (1979-)                             | Vas.   | 17.12.2020–29.06.2021 | Marin          |
| Li Andersson (1987-)                             | Vas.   | 29.06.2021–20.06.2023 | Marin          |
| Anna-Maja Henriksson (1964-)                     | SFP    | 20.06.2023–05.07.2024 | Orpo           |
| Anders Adlercreutz (1970-)                       | SFP    | 05.07.2024–en cours   | Orpo           |

## Deuxième ministre
| Ministre                                        | Parti                        | Période                      | Gouvernement                 |                              |
| Vice-ministre de l'Éducation                    | Vice-ministre de l'Éducation | Vice-ministre de l'Éducation | Vice-ministre de l'Éducation | Vice-ministre de l'Éducation |
| ----------------------------------------------- | ---------------------------- | ---------------------------- | ---------------------------- | ---------------------------- |
| Antti Kukkonen (1889–1978)                      | ML                           | 31.5.1924 – 22.11.1924       | Ingman II                    |                              |
| Oskari Mantere (1874–1942)                      | Ed.                          | 22.1.1924 – 31.3.1925        | Ingman II                    |                              |
| Vice-ministre de l'Éducation                    |                              |                              |                              |                              |
| Meeri Kalavainen (1918–2010)                    | SDP                          | 15.7.1970 – 29.10.1971       | Karjalainen II               |                              |
| Jouko Tyyri (1929–2001)                         | amm.                         | 29.10.1971 – 23.2.1972       | Aura II                      |                              |
| Pentti Holappa (1927–2017)                      | SDP                          | 23.2.1972 – 4.9.1972         | Paasio II                    |                              |
| Marjatta Väänänen (1923–2020)                   | Kesk.                        | 4.9.1972 – 13.6.1975         | Sorsa I                      |                              |
| Kalevi Kivistö¨ (1941-)                         | SKDL                         | 30.11.1975 – 29.9.1976       | Miettunen II                 |                              |
| Kalevi Kivistö¨ (1941-)                         | SKDL                         | 15.5.1977 – 26.5.1979        | Sorsa II                     |                              |
| Kalevi Kivistö¨ (1941-)                         | SKDL                         | 26.5.1979 – 19.2.1982        | Koivisto II                  |                              |
| Kaarina Suonio (1941-)                          | SDP                          | 19.2.1982 – 31.12.1982       | Sorsa III                    |                              |
| Arvo Salo (1932–2011)                           | SDP                          | 31.12.1982 – 6.5.1983        | Sorsa III                    |                              |
| Gustav Björkstrand (1941-)                      | RKP                          | 6.5.1983 – 30.4.1987         | Sorsa IV                     |                              |
| Anna-Liisa Kasurinen (1940-)                    | SDP                          | 30.4.1987 – 26.4.1991        | Holkeri                      |                              |
| Tytti Isohookana-Asunmaa (1947-)                | Kesk.                        | 26.4.1991 – 13.4.1995        | Aho                          |                              |
| Claes Andersson (1937–2019)                     | Vas.                         | 13.4.1995 – 4.9.1998         | Lipponen I                   |                              |
| Suvi-Anne Siimes (1963-)                        | Vas.                         | 4.9.1998 – 15.4.1999         | Lipponen I                   |                              |
| Ministre de la Culture                          |                              |                              |                              |                              |
| Suvi Lindén (1962-)                             | Kok.                         | 15.4.1999 – 5.6.2002         | Lipponen II                  |                              |
| Kaarina Dromberg (1942-)                        | Kok.                         | 5.6.2002 – 17.4.2003         | Lipponen II                  |                              |
| Tanja Saarela (1970-)                           | Kesk.                        | 17.4.2003 – 24.6.2003        | Jäätteenmäki                 |                              |
| Tanja Saarela (1970-)                           | Kesk.                        | 24.6.2003 – 19.4.2007        | Vanhanen I                   |                              |
| Ministre de la Culture et du Sport              |                              |                              |                              |                              |
| Stefan Wallin (1967-)                           | RKP                          | 19.4.2007 – 1.5.2010         | Vanhanen II                  |                              |
| Stefan Wallin (1967-)                           | RKP                          | 1.5.2010 – 22.6.2010         | Vanhanen II                  |                              |
| Stefan Wallin (1967-)                           | RKP                          | 22.6.2010 – 22.6.2011        | Kiviniemi                    |                              |
| Paavo Arhinmäki (1976-)                         | Vas.                         | 22.6.2011 – 4.4.2014         | Katainen                     |                              |
| Ministre de la Culture et du Logement           |                              |                              |                              |                              |
| Pia Viitanen (1967-)                            | SDP                          | 4.4.2014 – 24.6.2014         | Katainen                     |                              |
| Pia Viitanen (1967-)                            | SDP                          | 24.6.2014 – 29.5.2015        | Stubb                        |                              |
| Ministre de l'Europe, de la Culture et du Sport |                              |                              |                              |                              |
| Sampo Terho (1977-)                             | PS Sin.                      | 5.5.2017 – 6.6.2019          | Sipilä                       |                              |
| Ministre de la Science et de la Culture         |                              |                              |                              |                              |
| Annika Saarikko (1983-)                         | Kesk                         | 6.6.2019 – 9.8.2019          | Rinne                        |                              |
| Hanna Kosonen (1976-)                           | Kesk                         | 9.8.2019 – 10.12.2019        | Rinne                        |                              |
| Hanna Kosonen (1976-)                           | Kesk                         | 10.12.2019 – 6.8.2020        | Marin                        |                              |
| Annika Saarikko (1983-)                         | Kesk                         | 6.8.2020 – 27.5.2021         | Marin                        |                              |
| Antti Kurvinen (1986-)                          | Kesk                         | 27.5.2021 – 29.4.2022        | Marin                        |                              |
| Petri Honkonen (1987-)                          | Kesk                         | 29.4.2022 – 20.6.2023        | Marin                        |                              |
| Sari Multala (1978-)                            | Kok                          | 20.6.2023 – 24.1.2025        | Orpo                         |                              |
| Mari-Leena Talvitie (1980-)                     | Kok                          | 24.1.2025 – en cours         | Orpo                         |                              |

## Troisième ministre
Dans le Gouvernement Orpo nommé en 2023, il y a un troisième ministre au ministère de l'Éducation et de la Culture, dont le titre de poste est « Ministre de la Jeunesse, des Sports et de l'Activité physique »
|                                                                | Ministre                                                       | Parti                                                          | Période                                                        | Gouvernement                                                   |
| Ministre de l'Éducation physique, des Sports et de la Jeunesse | Ministre de l'Éducation physique, des Sports et de la Jeunesse | Ministre de l'Éducation physique, des Sports et de la Jeunesse | Ministre de l'Éducation physique, des Sports et de la Jeunesse | Ministre de l'Éducation physique, des Sports et de la Jeunesse |
| -------------------------------------------------------------- | -------------------------------------------------------------- | -------------------------------------------------------------- | -------------------------------------------------------------- | -------------------------------------------------------------- |
|                                                                | Sandra Bergqvist (1980)                                        | SFP                                                            | 20.6.2023–                                                     | Orpo                                                           |

## Ministres à temps partiel
Les fonctions des ministres suivants dans d'autres ministères ont compris certains aspects relevant du ministère de l'Éducation et de la Culture:
| Ministre             | Parti | Période               | Gouvernement | Portefeuille                                                           | Domaine              |
| -------------------- | ----- | --------------------- | ------------ | ---------------------------------------------------------------------- | -------------------- |
| Päivi Räsänen (1959) | KD    | 22.6.2011 – 24.6.2014 | Katainen     | ministre de l'Intérieur (22.6.2011 – 1.1.2014 ministre de l'Intérieur) | Affaires religieuses |
| Päivi Räsänen (1959) | KD    | 24.6.2014 – 29.5.2015 | Stubb        | ministre de l'Intérieur (22.6.2011 – 1.1.2014 ministre de l'Intérieur) | Affaires religieuses |
| Carl Haglund (1979)  | RKP   | 26.9.2014 – 29.5.2015 | Stubb        | Ministre de la Défense                                                 | Affaires sportives   |